# Natale Galletta
Natale Galletta (Messina, 14 aprile 1967) è un cantautore italiano.

## Biografia

### Gli esordi
Nasce a Messina nel 1967, e già a 6 anni ha una forte passione per la musica specie se napoletana in particolare quella classica. Presto inizia a cantare alle feste di piazza e ai matrimoni, fin da ragazzino per poi arrivare a pubblicare il suo primo album all'età di 12 anni, Sì 'a vita mia, distribuito dapprima solo in Sicilia; l'album vende 10 000 copie. Il suo secondo lavoro è 'A lettera, firmato come Natale Galletta e Jolanda.
Nel giro di pochi anni arriva ad ottenere il successo, principalmente nel sud Italia insieme ad altri suoi colleghi come ad esempio Franco Staco.

### Il successo
Oltre ad essere un cantante ha scritto e interpretato molte canzoni di successo fra cui le più conosciute sono Vurria 'ncuntrarme cu 'tte, Mi son fatto l'amante, Innamorati,Io e te e Io te penzo; molte delle sue canzoni hanno i testi in italiano.
Nel 1992, interpreta la canzone Quel vestito rosso, scritta da Gigi D'Alessio, prodotta dalla Power Sound che poco tempo dopo diventerà anch'egli una celebrità. Nel 1994 ha partecipato al secondo Festival della canzone napoletana nel mondo tenutosi a Boston.
Nella stagione 2007-2008 Galletta è impegnato in uno spettacolo teatrale insieme ad altri sei cantanti, Napoli canta con... suggestioni sonore, ideato e scritto dal maestro Peppe Vessicchio, in cui vengono reinterpretate molte canzoni della tradizione napoletana dalle origini fino agli anni cinquanta, con un'orchestra di quaranta elementi diretta dallo stesso Vessicchio.
Alla fine del 2008 ha pubblicato l'album, Le nostre parole, presentato durante il tour 2008-2009 che ha toccato, tra le tante località, Venaria Reale (concerto del 30 novembre 2008 al Teatro Concordia) e, all'estero, Liegi (concerto dell'8 novembre 2008 presso la Hall Omnisport), città dove si era già esibito nel 2004 e dove torna ad esibirsi, al Théâtre du Trocadéro, nel 2019.
Nel corso della sua attività ha inciso per le etichette DV More, Gs Record, Power Sound e Op Music, tutte con distribuzione nazionale; è stato ospite di alcune trasmissioni televisive, tra cui, in numerose occasioni, de La vita in diretta.
Ha effettuato spesso tournée all'estero, tra cui in Australia, negli Stati Uniti in Canada e in Belgio. Nel settembre 2011 esce un DVD dal vivo intitolato I Love You e partecipa anche al film Tatanka in qualità di attore.
Il 25 marzo 2018 Con il titolo "Un neomelodico al Biondo: la carica dei mille per Natale Galletta" la Repubblica ha dedicato ampio spazio all'esibizione di Natale Galletta al Teatro Biondo di Palermo.

## Discografia

### Album
- 1979 - Sì 'a vita mia
- 1980 - 'A lettera - (come "Natale Galletta e Jolanda")
- 1981 - Vol. 3
- 1982 - Mi mancherai
- 1983 - I tuoi 15 anni
- 1984 - Il nostro domani
- 1985 - Come te non c'è nessuna
- 1986 - Dall'America Galletta vol. 1
- 1988 - Dall'America Galletta vol. 2
- 1989 - Ciao grande amore mio
- 1989 - La voce dell'amore
- 1990 - Beautiful
- 1991 - Segreti
- 1992 - Finalmente...
- 1992 - Dall'America Galletta vol. 3
- 1993 - Romantico
- 1993 - Con sincerità
- 1994 - Realtà e fantasia
- 1994 - Dall'America Galletta vol. 4
- 1996 - Una ragione in più
- 1997 - Personale
- 1997 - Sono cresciute con me
- 1998 - Mediterraneo
- 2000 - Storie di vicoli
- 2001 - Ogni canzone una storia
- 2001 - Ajere
- 2002 - Sempre più su
- 2002 - Nel caldo letto dell'amore
- 2004 - X amore
- 2006 - Il cuore ha sempre ragione
- 2008 - Le nostre parole
- 2010 - Chiudi gli occhi e... fatti coccolare
- 2011 - I Love You (solo DVD)
- 2013 - Il mio tempo migliore
- 2015 - E solo amore
- 2018 - C'è sempre un motivo

## Singoli
- 1990 - Vurria 'ncuntrarme cu te
- 2001 - Tu malatia
- 2002 - Comme vulesse ancor
- 2023 - Nun 'a voglio chiù (digitale)
- 2024 - Alla mia donna (digitale)
- 2024 - Famme vivere pe' te (digitale)

## Filmografia
- 2008 - Il prezzo dell'onore, regia di Nando De Maio
- 2011 - Tatanka, regia di Giuseppe Gagliardi